# Jana Tichá

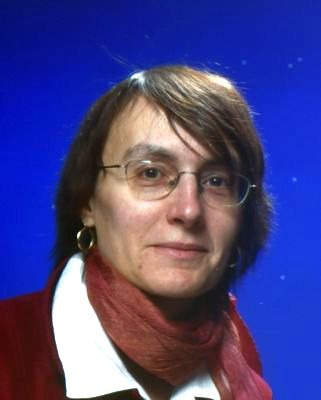
Jana Tichá

| Odkryte planetoidy: 121  | Odkryte planetoidy: 121 |
| ------------------------ | ----------------------- |
| (7441) Láska             | 30 lipca 1995           |
| (7493) Hirzo             | 24 października 1995    |
| (7608) Telegramia        | 22 października 1995    |
| (8307) Peltan            | 5 marca 1995            |
| (8572) Nijo              | 19 października 1996    |
| (10234) Sixtygarden      | 27 grudnia 1997         |
| (10403) Marcelgrün       | 22 listopada 1997       |
| (10872) Vaculík          | 12 października 1996    |
| (11105) Puchnarová       | 24 października 1995    |
| (11128) Ostravia         | 3 listopada 1996        |
| (11141) Jindrawalter     | 12 stycznia 1997        |
| (11144) Radiocommunicata | 2 lutego 1997           |
| (11338) Schiele          | 13 października 1996    |
| (12010) Kovářov          | 18 października 1996    |
| (12833) Kamenný Újezd    | 2 lutego 1997           |
| (13229) Echion           | 2 listopada 1997        |
| (13792) Kuščynskyj       | 7 listopada 1998        |
| (14068) Hauserová        | 21 kwietnia 1996        |
| (14541) Sacrobosco       | 20 września 1997        |
| (14948) Bartuška         | 16 stycznia 1996        |
| (15399) Hudec            | 2 listopada 1997        |
| (16083) Jorvik           | 12 października 1999    |
| (16709) Auratian         | 29 września 1995        |
| (16742) Zink             | 21 lipca 1996           |
| (16794) Cucullia         | 2 lutego 1997           |
| (17167) Olgarozanova     | 4 lipca 1999            |
| (18456) Mišík            | 8 marca 1995            |
| (18841) Hruška           | 6 września 1999         |
| (19384) Winton           | 6 lutego 1998           |
| (20164) Janzajíc         | 9 listopada 1996        |
| (21270) Otokar           | 19 lipca 1996           |
| (21873) Jindřichůvhradec | 29 października 1999    |
| (22442) Blaha            | 14 października 1996    |
| (22450) Nové Hrady       | 11 marca 1996           |
| (25258) Nathaniel        | 7 listopada 1998        |
| (26314) Škvorecký        | 16 października 1998    |
| (26340) Evamarková       | 13 grudnia 1998         |
| (26969) Biver            | 20 września 1997        |
| (27087) Tillmannmohr     | 24 października 1998    |
| (28220) York             | 28 grudnia 1998         |
| (29477) Zdíkšíma         | 31 października 1997    |
| (29738) Ivobudil         | 23 stycznia 1999        |
| (31232) Slavonice        | 1 lutego 1998           |
| (31238) Kroměříž         | 21 lutego 1998          |
| (33061) Václavmorava     | 2 listopada 1997        |
| (35233) Krčín            | 26 maja 1995            |
| (35269) Idefix           | 21 sierpnia 1996        |
| (35446) Stáňa            | 6 lutego 1998           |
| (35977) Lexington        | 3 lipca 1999            |
| (35978) Arlington        | 5 lipca 1999            |
| (36035) Petrvok          | 6 sierpnia 1999         |
| (37699) Santini-Aichl    | 13 stycznia 1996        |
| (37736) Jandl            | 15 listopada 1996       |
| (38246) Palupin          | 14 sierpnia 1999        |
| (40206) Lhenice          | 26 września 1998        |
| (44530) Horáková         | 25 grudnia 1998         |
| (44597) Thoreau          | 6 sierpnia 1999         |
| (44885) Vodička          | 1 listopada 1999        |
| (46692) Taormina         | 2 lutego 1997           |
| (47144) Faulkes          | 7 sierpnia 1999         |
| (47294) Blanský les      | 28 listopada 1999       |
| (48794) Stolzová         | 5 października 1997     |
| (49698) Váchal           | 1 listopada 1999        |
| (50413) Petrginz         | 27 lutego 2000          |
| (52665) Brianmay         | 30 stycznia 1998        |
| (53093) La Orotava       | 28 grudnia 1998         |
| (55082) Xlendi           | 25 sierpnia 2001        |
| (56329) Tarxien          | 28 listopada 1999       |
| (56422) Mnajdra          | 2 kwietnia 2000         |
| (58607) Wenzel           | 19 października 1997    |
| (58664) IYAMMIX          | 21 grudnia 1997         |
| (58682) Alenašolcová     | 10 stycznia 1998        |
| (59001) Senftenberg      | 26 września 1998        |
| (59797) Píšala           | 7 sierpnia 1999         |
| (59830) Reynek           | 10 września 1999        |
| (61208) Stonařov         | 30 lipca 2000           |
| (66934) Kálalová         | 26 listopada 1999       |
| (69469) Krumbenowe       | 16 listopada 1996       |
| (70679) Urzidil          | 30 października 1999    |
| (70936) Kámen            | 28 listopada 1999       |
| (74024) Hrabě            | 23 kwietnia 1998        |
| (74370) Kolářjan         | 23 kwietnia 1998        |
| (75223) Wupatki          | 28 listopada 1999       |
| (76628) Kozí Hrádek      | 22 kwietnia 2000        |
| (79347) Medlov           | 4 grudnia 1996          |
| (79354) Brundibár        | 16 stycznia 1997        |
| (85389) Rosenauer        | 1 lutego 1998           |
| (85516) Vaclík           | 2 listopada 1997        |
| (85573) 1998 CE          | 1 lutego 1998           |
| (85574) 1998 CG          | 1 lutego 1998           |
| (87097) Lomaki           | 7 czerwca 2000          |
| (91007) Ianfleming       | 30 stycznia 1998        |
| (100735) Alpomořanská    | 19 lutego 1998          |
| (101721) Emanuelfritsch  | 13 marca 1999           |
| (118214) Agnesediboemia  | 12 stycznia 1996        |
| (129595) Vand            | 2 listopada 1997        |
| (133077) Jirsík          | 4 maja 2003             |
| (136666) Seidel          | 17 września 1995        |
| (136825) Slawitschek     | 26 września 1997        |
| (152750) Brloh           | 21 stycznia 1999        |
| (171588) Náprstek        | 26 listopada 1999       |
| (192439) Cílek           | 1 listopada 1997        |
| (196298) 2003 FQ         | 22 marca 2003           |
| (215606) 2003 SF36       | 17 września 2003        |
| (223225) 2003 DW7        | 25 lutego 2003          |
| (230667) 2003 SZ200      | 25 września 2003        |
| (259308) 2003 FY1        | 23 marca 2003           |
| (259309) 2003 FB2        | 23 marca 2003           |
| (259384) 2003 JX10       | 4 maja 2003             |
| (259481) 2003 SY200      | 25 września 2003        |
| (298349) 2003 JW10       | 4 maja 2003             |
| (307562) 2003 FX1        | 23 marca 2003           |
| (382764) 2003 QP10       | 22 sierpnia 2003        |
| (393568) 2003 JY10       | 4 maja 2003             |
| (474470) 2003 SA201      | 25 września 2003        |
| (552409) 2013 YC63       | 22 lutego 2003          |
| (553607) 2011 SR295      | 4 września 2004         |
| (560889) 2015 MX93       | 22 lutego 2003          |
| (608975) 2004 RK13       | 5 września 2004         |
| (609248) 2004 XE4        | 5 grudnia 2004          |
| (612561) 2003 PQ         | 2 sierpnia 2003         |
| 1.                       |                         |

Jana Tichá (ur. 1965) – czeska astronomka.

## Życiorys
W 1987 ukończyła studia w Wyższej Szkole Ekonomicznej w Pradze. W 1992 została dyrektorem obserwatorium astronomicznego Kleť. Zajmuje się głównie poszukiwaniem planetoid i komet, zwłaszcza obiektów NEO – o orbitach przebiegających w pobliżu Ziemi. W latach 1995–2004 odkryła 121 planetoid (5 samodzielnie oraz 116 wspólnie z byłym mężem, Milošem Tichým).
Od 2000 roku jest członkiem Międzynarodowej Unii Astronomicznej.
Jej nazwiskiem nazwano planetoidę (5757) Tichá, z kolei odkrytą przez siebie planetoidę (8307) Peltan nazwała swoim nazwiskiem panieńskim w celu upamiętnienia kilku członków swojej rodziny.